# Avon Aqueduct
Der Avon Aqueduct ist eine Kanalbrücke des Union Canal über den Avon, der an dieser Stelle die Grenze zwischen den schottischen Council Areas West Lothian und Falkirk bildet. Es handelt sich um die längste Kanalbrücke in Schottland und, nach dem Pontcysyllte-Aquädukt, um die zweitlängste in Großbritannien. 1972 wurde das Bauwerk in die schottischen Denkmallisten in der höchsten Kategorie A aufgenommen.

## Beschreibung

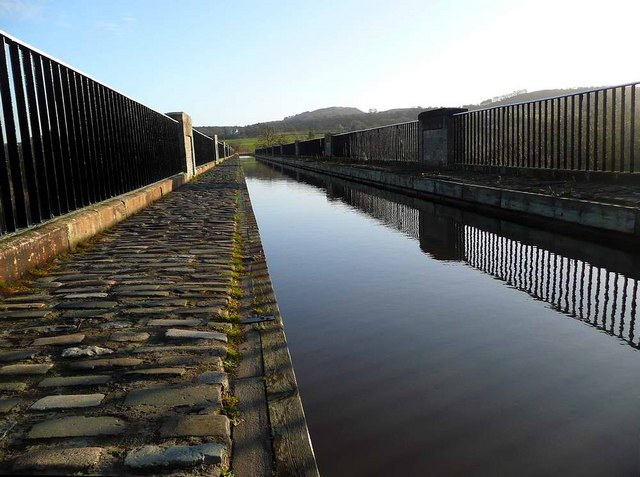
Blick entlang des Kanals

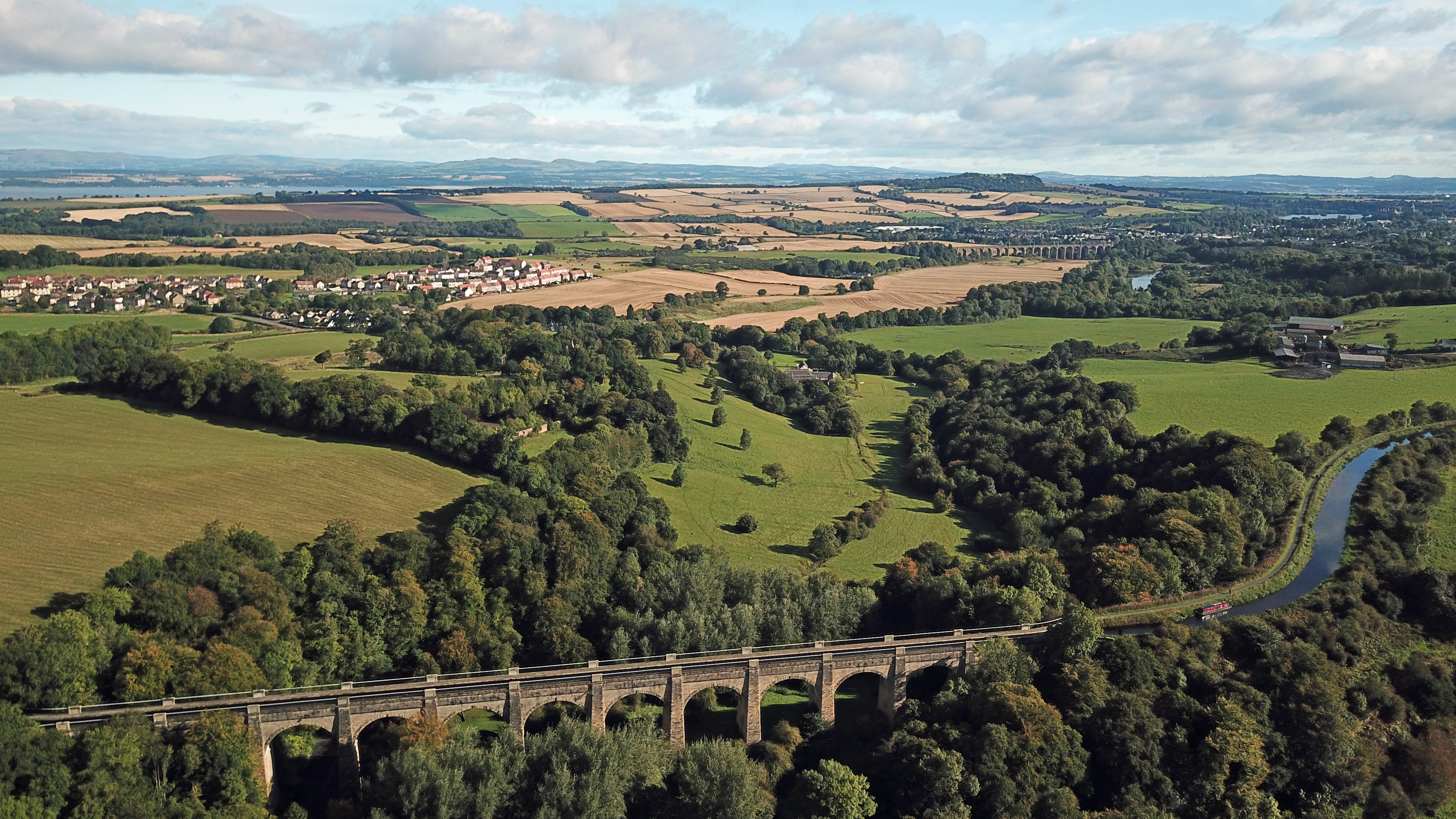
Union Canal und Kanalbrücke von oben (im Hintergrund Whitecross und Linlithgow Bridge)

Die 247 m lange und 7,2 m breite Kanalbrücke liegt rund einen Kilometer südwestlich der kleinen Ortschaft Whitecross. Sie führt den Union Canal über den Avon. Der Bau wurde im Jahre 1818 begonnen und schließlich 1822 abgeschlossen. Im selben Jahr wurde der Union Canal eröffnet. Die Brücke führt in zwölf Bögen über den Fluss, die eine lichte Höhe von 23 m aufweisen. Die Bögen besitzen eine Weite von je rund 15 m. Der Kanal verjüngt sich vor den Brückenenden und wird mit einer Breite von vier Metern bei einer Tiefe von 1,8 Metern in einer stählernen Einfassung über die Brücke geführt. Da bei dieser Bauart keine schweren Steinkonstruktionen zur Aufnahme des lateralen Wasserdrucks nötig sind, konnte die Brücke verhältnismäßig leicht gebaut werden. Auf einer Seite verläuft ein 1,2 m breiter Fußweg entlang des Wasserweges. Die Unterstruktur ist zu Wartungszwecken durch einen Eingang am Nordende zugänglich.